# 通古拉瓦火山

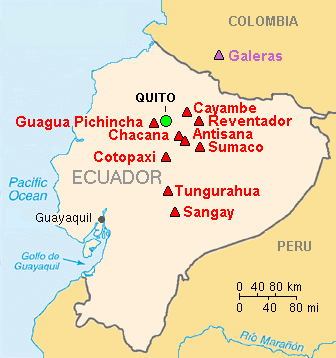
厄瓜多爾火山位置

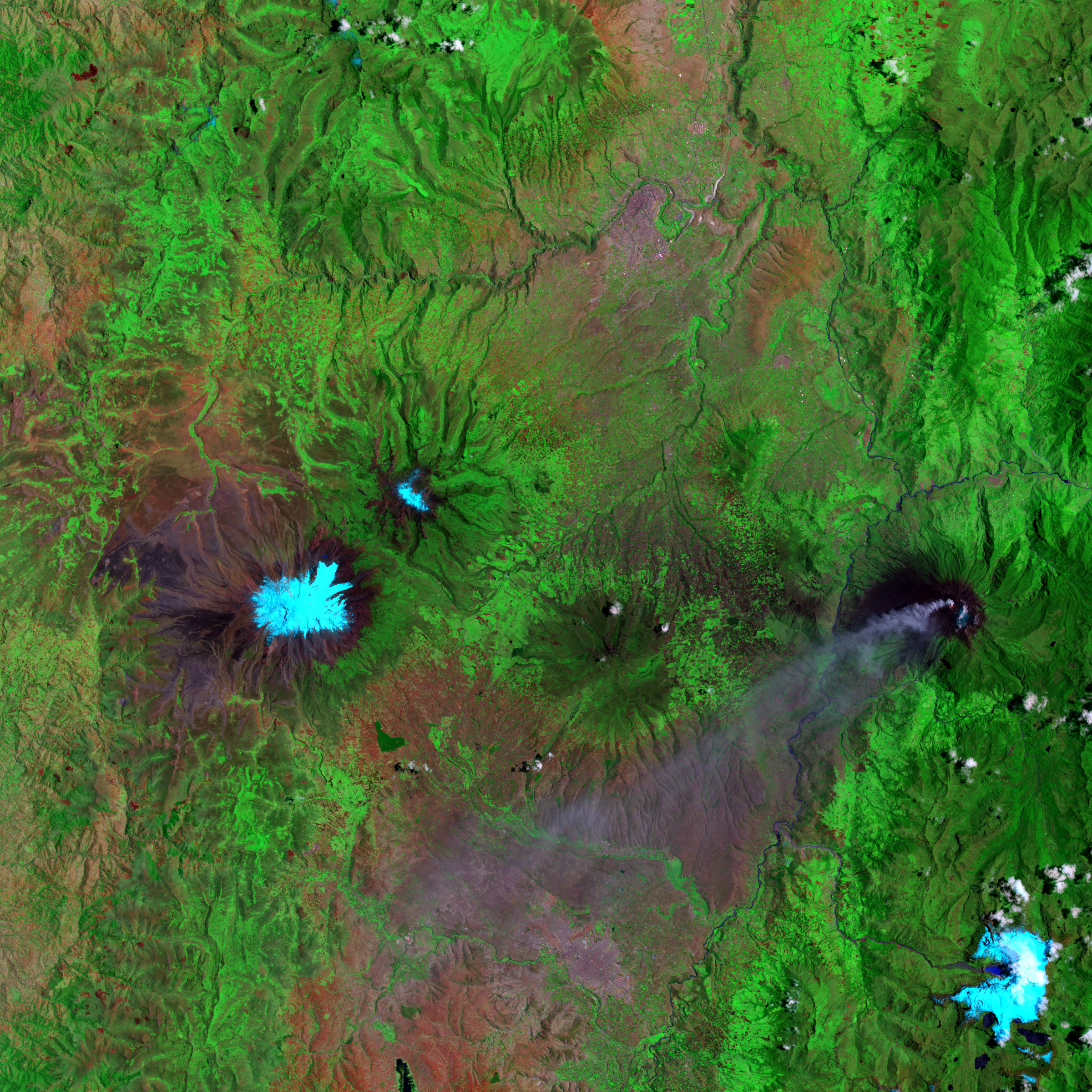
衛星圖片（有熔岩流出的通古拉瓦火山在圖片中間右方）

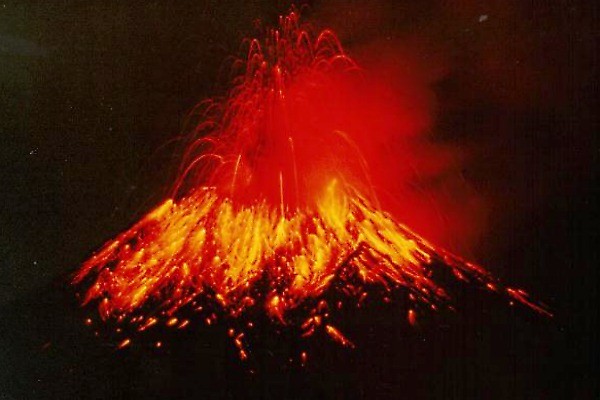
通古拉瓦火山在黑夜噴出岩漿(1999年)

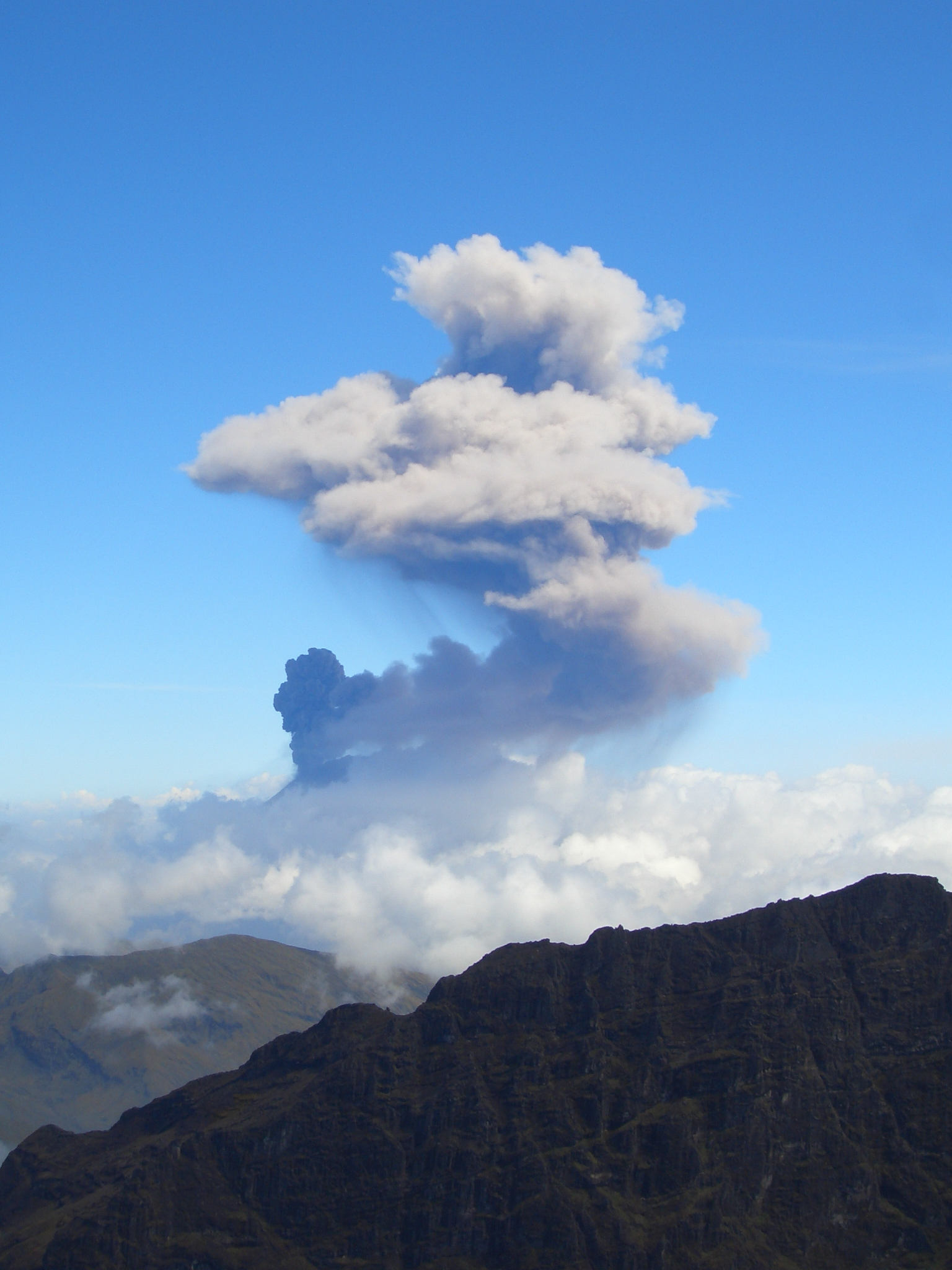
2006年11月火山爆發

通古拉瓦火山（Tungurahua）是厄瓜多爾通古拉瓦省的活火山，位於首都基多以南140公里（87英哩），高度5,023米，頂峰在雪線以上（約4,900米）。1999年後火山活動轉趨活躍，在2006年8月16日，2008年2月6日，2011年4月26日和2012年8月19日爆發。
当地时间2012年12月17日，厄瓜多尔通古拉瓦火山继续剧烈喷发，迫使附近的居民紧急撤离。

## 外部連結
- 维基共享资源上的相關多媒體資源：通古拉瓦火山
- Instituto Geofisico del Ecuador （页面存档备份，存于） (Spanish)
- . 全球火山作用计划. 史密森尼学会.   [2009-01-01].
- Climbing information for Tungurahua on summitpost.org （页面存档备份，存于）

1°28′12″S 78°26′41″W / 1.47000°S 78.44472°W